# Isidoro Carini
Isidoro Carini (Palermo, 7 gennaio 1843 – Roma, 25 gennaio 1895) è stato un religioso, paleografo e storiografo italiano.

## Biografia
Frequentò il collegio dei gesuiti di Palermo e voleva entrare in quell'Ordine, ma ne fu ostacolato dal padre Giacinto, che aveva partecipato, come capo battaglione, all'azione dei Mille in Sicilia, venendo ferito a Palermo. Pia Carini, sorella minore di Isidoro, sposò l'archeologo Alfonso Bartoli e la sorella di Alfonso, Maria, si unì in matrimonio con Alfonso Battelli: dal matrimonio nacque Giulio Battelli, paleografo e storico.
Isidoro Carini si formò nella Congregazione dell'oratorio. Nel 1865 fondò il settimanale L'Amico della religione, che cessò dopo i moti popolari palermitani del settembre 1866. 
Nel 1868 fu ordinato sacerdote e nello stesso anno fondò il settimanale L'Ape iblea. L'anno successivo fondò il bisettimanale La Sicilia cattolica, che assorbì il precedente. 
Nel 1874 fu tra i fondatori della Società Siciliana per la Storia Patria. 
Nel 1876 fu nominato professore di paleografia all'università di Palermo. Si dedicò all'edizione dei diplomi greci ed arabi, presenti negli archivi siciliani. Ebbe per primo l'incarico di docente, nella Scuola di paleografia e critica storica - come allora si chiamava la Scuola vaticana di paleografia diplomatica e archivistica - istituita dal papa Leone XIII, presso l'Archivio segreto vaticano, con motu proprio del 19 maggio 1884. La sua nomina era a sotto archivista della Santa Sede e a consultore della Commissione cardinalizia. Nel 1888 Isidoro Carini fondò la Società romana per gli studi biblici.
Nel 1890 fu nominato dal papa Leone XIII "primo custode" della Biblioteca apostolica vaticana.
Il 26 gennaio 1893 divenne socio dell'Accademia delle scienze di Torino.

### Intitolazioni
A Palermo gli è intitolata "via Isidoro Carini", dove fu compiuta il 3 settembre 1982 la strage in cui persero la vita il prefetto di Palermo Carlo Alberto dalla Chiesa, sua moglie e un agente della scorta.

## Opere

### Libri
- Sulle scienze occulte nel Medio Evo, Sala Bolognese, Forni, 1983  [1872], SBN MOD0392250.
- Sommario brevissimo delle lezioni di paleografia tenute nella nuova Scuola Vaticana l'anno 1885 dal can. Isidoro Carini. Fasc. 1: Scritture varie, scrittura latina, Roma, Tipografia vaticana, 1886, SBN SBL0480953.
- Aneddoti siciliani / pel can. Isidoro Carini, professore di paleografia in Vaticano e prelato domestico di s. s., Palermo, Tipografia dello Statuto, 1888-1891, 4 vol., SBN SBL0477866.
- Il papiro: appunti per la nuova scuola Vaticana / del prof. Isidoro Carini, Roma, tip. Vaticana, 1888, SBN SBL0728681.
- La pubblicazione de' libri nell'antichità: le recite, il commercio librario: appunti per la Nuova Scuola vaticana / del prof. Isidoro Carini, Roma, Tip. vaticana, 1889, SBN SBL0716640.
- Il Signum Christi ne' monumenti del Medio Evo: appunti per la nuova scuola vaticana: fasc. dell'intiero corso, Roma, tip. Vaticana, 1890, SBN SBL0728702.
- Le catacombe di S. Giovanni in Siracusa e le memorie del Papa Eusebio, Roma, tip. della Pace di Filippo Cuggiani, 1890, SBN IEI0249656.
- Libri e manoscritti lasciati alla Biblioteca Vaticana dal march. Gaetano Ferrajoli: doppia lettura alla società rom. per gli studi orientali e biblici / fatta dal can. Isidoro Carini, Roma, Tipografia Vaticana, 1890, SBN SBL0749106.
- L'Arcadia dal 1690 al 1890: memorie storiche: contributo alla storia letteraria d'Italia del secolo XVII e de' principi del XVIII, Roma, tip. di F. Cuggiani, 1891, SBN SBL0730898.
- Il commento dantesco di frate Giovanni da Serravalle, Roma, Editrice romana, 1892, SBN TO01204877.
- I correttori: appunti per la nuova scuola vaticana / del prof. Isidoro Carini, Roma, Tip. vaticana, 1894, SBN TO01204881.
- Il libro d'oro delle diocesi di Périgueux e di  Sarlat, Roma, Tip. editr. romana, 1894, SBN TO01204850.
- Panegirici e discorsi, Giarre, Tipografia del predicatore cattolico, 1895, SBN TO01263972.

### Scritti per riviste
- La porpora e il colore porporino nella diplomatica specialmente siciliana: prolusione al corso di paleografia e diplomatica per l'anno 1879-80 / letta nella Scuola dell'Archivio di Stato in Palermo dal sac. Isidoro Carini, in Nuove Effemeridi Siciliane: studi storici, letterari, bibliografici in appendice alla Biblioteca storica e letteraria di Sicilia, vol. 9-10, Palermo, Tip. P. Montaina & C., 1880, SBN TO00190205.
- Appendice al tumulto de' Ciompi: lettera di Donato Acciajuoli alla Signoria di Firenze: testo di lingua del buon secolo, riprodotto sulla fede di due codici capponiani, in Il Muratori: raccolta di documenti storici inediti o rari tratti dagli archivi italiani pubblici e privati, vol. 2, n. 7-10, Roma, Tip. Vaticana, 1893, SBN TO00189422.

### Curatele
- Papa Leone XIII, Edizione cromo-tipografica di alcune poesie di Leone XIII, Roma, Tip. editr. romana, 1892, SBN TO01204898.